# Presidential Medal of Freedom

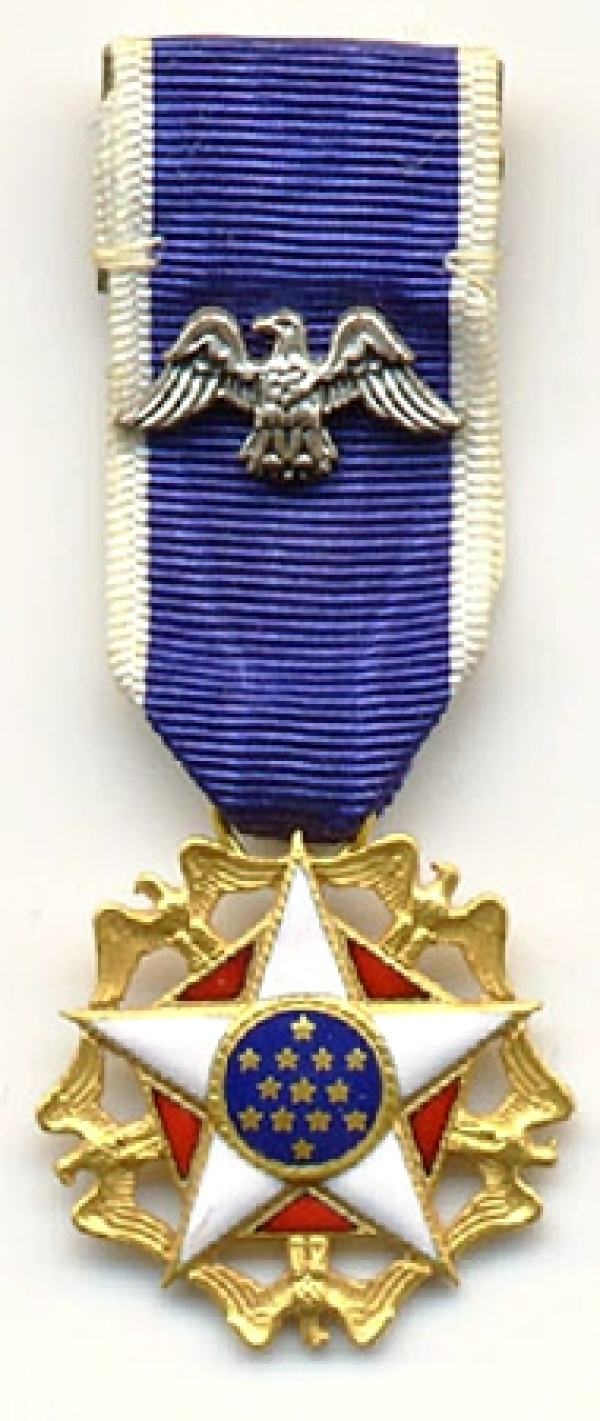
Presidential Medal of Freedom

De Presidential Medal of Freedom ("presidentiële vrijheidsmedaille") is de hoogste onderscheiding die aan burgers wordt gegeven door de regering van de Verenigde Staten.

## Beschrijving
De onderscheiding is de directe opvolger van de Medal of Freedom die in 1945 door president Harry Truman was ingevoerd. Ze werd ingesteld door toenmalig president John F. Kennedy in 1963 met een bredere toekenningsmogelijkheid dan de voorganger die enkel bedoeld was geweest om burgers en militairen uit alle landen die zich in de Tweede Wereldoorlog ingezet hadden te onderscheiden. De Presidential Medal of Freedom kan ook uitgereikt worden aan personen die zich op andere wijzen verdienstelijk hadden gemaakt in de maatschappij.

## Uitreiking
De Presidential Medal of Freedom wordt uitgereikt door of namens de president van de Verenigde Staten. Hij is bestemd voor personen die een bijzonder significante bijdrage hebben geleverd aan de veiligheid of nationale belangen van de Verenigde Staten, wereldvrede, cultuur of andere betekenisvolle publieke of private ondernemingen. Hoewel het geen militaire onderscheiding betreft en door een presidentsbesluit is ingesteld, kunnen militairen deze onderscheiding wel ontvangen en dan ook officieel dragen. De onderscheiding wordt op jaarlijkse basis uitgereikt en dit gebeurt meestal op of rondom de datum van 4 juli, de onafhankelijkheidsviering in de Verenigde Staten. Bij gelegenheid worden er ook wel op andere tijdstippen mensen onderscheiden dit naargelang de president dit behaagt.
De toekenning geschiedt altijd op basis van keuze door de president zelf op eigen initiatief of op aanbeveling door anderen. De Distinguished Civilian Service Awards Board dient als een veelgebruikte adviesraad voor de president die zelf personen voordraagt of advies over personen uitbrengt. Een individueel persoon kan de onderscheiding meerdere malen toegekend krijgen, ook kan de onderscheiding nog postuum toegekend worden. Meervoudige ontvangers zijn John Kenneth Galbraith en Colin Powell. Postuum is hij onder meer uitgereikt aan John F. Kennedy, Roberto Clemente en Harvey Milk.
Tussen 1977 en 2023 werd Presidential Medal of Freedom (slechts) vijfmaal met distinctie uitgereikt, namelijk aan: Caspar Weinberger, Ronald Reagan, Colin Powell, Paus Johannes Paulus II en Joe Biden.

## Insigne

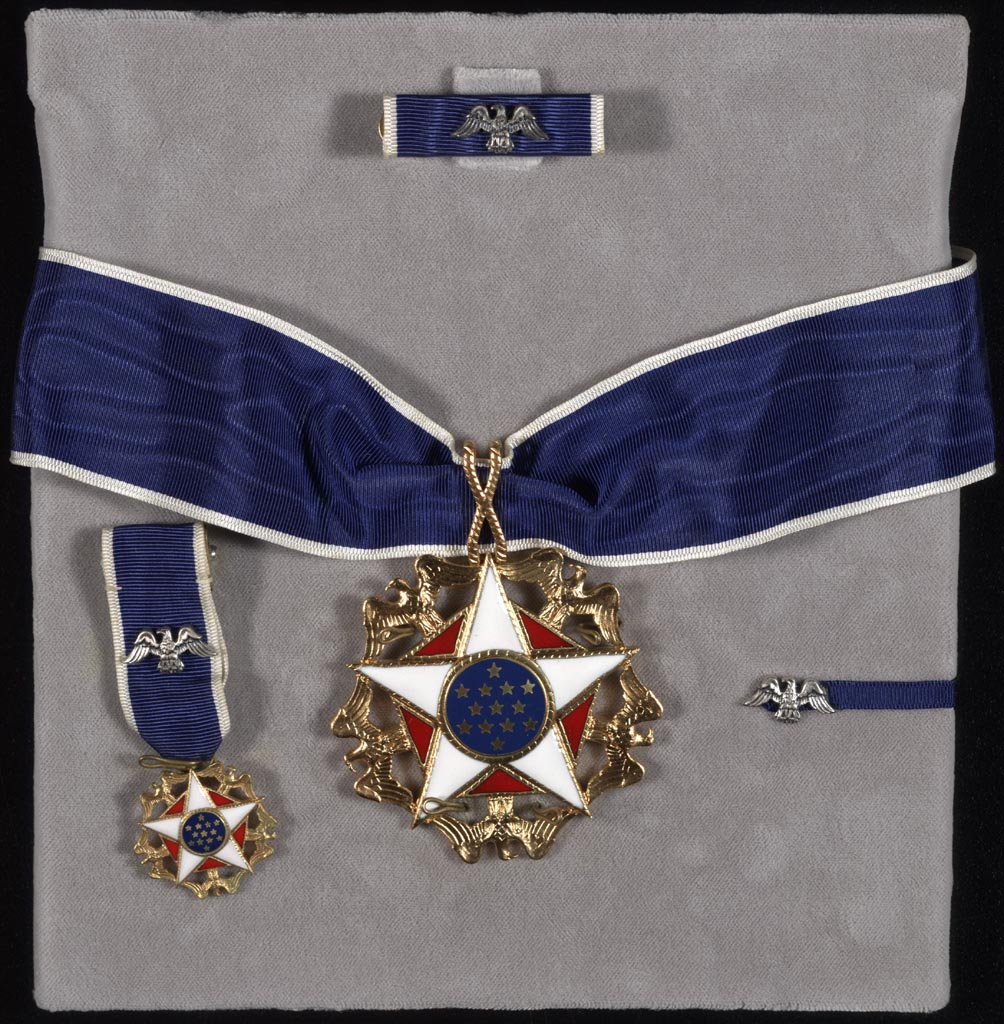
Medaille en andere toebehoren als lint, miniatuur en dasklip

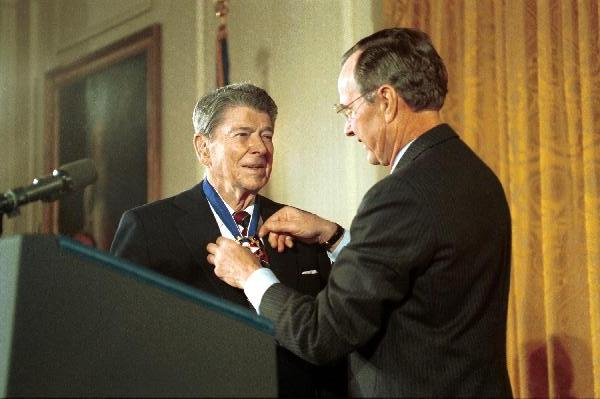
Ronald Reagan ontvangt de Presidential Medal of Freedom in 1993

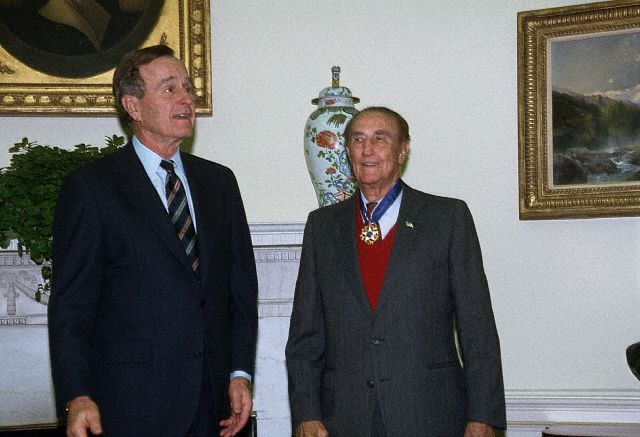
President George H.W. Bush reikt de onderscheiding uit aan Strom Thurmond

De badge van de Presidential Medal of Freedom heeft de vorm van een gouden ster met een wit email en een rode vijfpuntige ster er achter geplaatst. Het centrale schild draagt dertien gouden sterren op een blauw emaillen achtergrond (genomen van het grootzegel van de Verenigde Staten) binnen een gouden ring. De Amerikaanse Adelaar staat tussen de punten van de ster met gespreide vleugels. De onderscheiding wordt aan een blauw lint met witte randen om de nek gedragen. De speciale versie " met distinctie" heeft daarbij nog een medaille die als ster gedragen wordt op de linkerborst en daarbij wordt dan het hierboven genoemde lint schuin over de rechterschouder gedragen met zijn rozet (blauw met witte rand, met de centrale schijf van de medaille in het midden) rustend op de linkerheup. De medaille mag ook gedragen worden op het lint rustend op de linkerborstkas met de adelaar op het lint bevestigd.

## Lijst van ontvangers
- Lijst van ontvangers van de Presidential Medal of Freedom